# Emery Kabongo Kanundowi
Pour les articles homonymes, voir Kabongo (homonymie).
Emery Kabongo Kanundowi, né le  22 juillet 1940 à Bena-Kazadi-Tshikula, en République démocratique du Congo, est un archevêque, second secrétaire particulier du pape  Jean-Paul II jusqu'en 1987.

## Biographie
Emery Kabongo Kanundowi  étudie le droit canonique à l'université pontificale urbanienne. Il intègre ensuite l'académie pontificale ecclésiastique et entre dans les services diplomatiques du Saint-Siège. Il occupe notamment des postes dans les nonciatures  de Corée et du Brésil. 
En 1982, il est nommé second secrétaire particulier de Jean-Paul II jusqu'en 1987. Le 10 décembre 1987, Jean-Paul II le nomme évêque de Luebo en RDC et lui confère, à titre personnel, la dignité d'archevêque. Il est ordonné  évêque par le pape lui-même le 6 janvier 1988. 
Il démissionne de ses fonctions épiscopales le 14 août 2003. À partir de cette date, il est chanoine du  chapitre de la basilique Saint-Pierre au Vatican.